# Ekonte
Ekonte (絵コンテ?) è un termine giapponese utilizzato in animazione per definire qualcosa di simile allo storyboard. Il suo significato è "continuità grafica", ed ha un valore diverso rispetto alla metodologia di lavoro occidentale in quanto, a differenza dello storyboard, l'ekonte è un documento di lavoro sostanzialmente fisso che restituisce in modo molto più preciso ciò che sarà l'animazione definitiva, scena dopo scena. Rispetto allo storyboard esso contiene, pertanto, molti più dettagli ed informazioni, quali il numero di frame per scena, gli effetti visivi e gli sfondi necessari, le inquadrature, i movimenti di camera, la dinamica e la composizione delle scene, tutti dati che servono ai disegnatori ed agli animatori per portare a termine il proprio lavoro in minor tempo.
Lo strumento ed il concetto di ekonte iniziarono a prendere forma nella lavorazione del lungometraggio animato Taiyo no Ōji - Horusu no daiboken (La grande avventura del piccolo principe Valiant), prodotto dalla Toei Dōga nel 1968. L'importanza attribuita agli ekonte spiega anche perché in Giappone sia diffusa la consuetudine di pubblicarli in volumi molto curati che, spesso, accompagnano l'uscita in DVD dell'anime cui si riferiscono.